# Клан Олифант
О́лифант — один из кланов горной Шотландии (Хайленда).

## История клана
Относительно происхождения клана Олифант и времени натурализации Олифантов в Шотландии существуют две различных версии:
- Согласно одной из них, предком Олифантов был Дональд Олифард (Donald Olifard), живший в Норвегии во времена короля-объединителя Харальда Косматого (850 – 933) и потерпевший кораблекрушение у шотландских берегов.
- По другой версии, родоначальником был Осберт Олифард (Osbert Olifard, Osbernus Olifardus), рождённый в Нормандии около 1046 года.

И в первом, и во втором случае, Олифанты суть потомки норманнов, и большинство авторов производит клановую фамилию от норманнского имени «Олав» (Olaf). Но одна из проблем заключается в том, что в английском языке не существует аналога русскому слову «норманн». Осберт Олифард — это «Norman», а Дональд Олифард — «Norseman». В Шотландию при короле Давиде I переселились из Англии некоторые прежде обосновавшиеся там кланы (аэтты) выходцев из Нормандии. И существует мнение, что во время Винчестерской битвы 1141 года английский норманн Давид де Олифард (David de Olifard) спас жизнь своему крёстному отцу графу Хантингтону: будущему Давиду I. В награду благодарный король пожаловал Олифарду земли в Лотиане, на юге Шотландии. У Давида де Олифарда был брат по имени Осберт, что делает весьма вероятным происхождение де Олифардов от вышеупомянутого Осберта Олифарда.
Первым Олифардом, упомянутым в прижизненном документе, был Вильям Олифард (1080 год). Позднее клановая фамилия трансформировалась в «Олифант» (Oliphant, Oliphaunt).
Человеком сложной, трагической судьбы был сэр Вильям Олифант (сконч. после 1313 г.), соратник сэра Вильяма Уоллеса, национального героя Шотландии. В Данбарской битве 1296 г. Вильям Олифант попал в плен к англичанам и заключён в тюрьму города Дивайза (Devizes). По освобождении он был назначен комендантом замка Стирлинг. В 1304 году Стирлинг, выдержавший 3-месячную осаду, стал последней шотландской твердыней, сдавшейся английскому королю Эдуарду I. Вторично пленённый сэр Вильям Олифант был заточён в лондонский Тауэр. Позднее Эдуард II освободил сэра Вильяма и даже назначил его губернатором шотландского города Перт. По какой-то причине, сэр Вильям не поддержал освободительное восстание Роберта Брюса. И после взятия Перта, Брюс заковал Вильяма Олифанта в кандалы и сослал на Западные острова. Дальнейшая его судьба неизвестна науке.
Во время войн кланов в XV веке клан Олифант был на стороне клана Огилви. В битве при Арброте (1445) Огилви, Олифанты и ещё несколько других кланов с большими потерями потерпели поражение от Линдсеев. Впрочем, клан Линдсей тоже потерял в той битве много людей, в том числе командующего, графа Кроуфорда.
4-й лорд Олифант сражался при Лангсайде под знамёнами Марии Стюарт (13 мая 1568 г.). Поражение королевы Марии в этой битве привело к её изгнанию в Англию и общеизвестному трагическому финалу.
В наши дни вождём клана является Ричард Эрик Лоуренс Олифант.